# NGC 1669
NGC 1669 ist eine Spiralgalaxie vom Hubble-Typ Sa im Sternbild Dorado am Südsternhimmel. Sie ist schätzungsweise 243 Millionen Lichtjahre von der Milchstraße entfernt und hat einen Durchmesser von etwa 60.000 Lichtjahren.
Das Objekt wurde am 20. Dezember 1835 von John Herschel entdeckt.